# Bertus Bul
Bertus Bul, né le 16 mai 1897 à Rotterdam et mort le 4 octobre 1972, est un footballeur international néerlandais. Il a joué pour Feijenoord.

## Biographie
Gerrit Hulsman ayant déjà eu une sélection avant de rejoindre Feijenoord, Bul devient en 1923 le premier joueur à obtenir sa première sélection en équipe des Pays-Bas sous les couleurs de Feijenoord. Il reçoit un total de six sélections avec l'équipe des Pays-Bas entre 1923 et 1926. Sa première sélection a lieu le 25 novembre 1923 contre la Suisse (victoire 4-3), et sa dernière le 14 mars 1926 contre la Belgique (match nul -1-1),.
Il rejoint Feijenoord en 1917 lorsque le club fusionne avec DCS, ayant le désir de jouer pour un meilleur club que Transvalia, dont il était membre depuis un an. À cette époque chômeur, il travaillera ensuite comme docker sur le port de Rotterdam, au moment où il reçoit sa première sélection en équipe nationale. Il était surnommé de terriër en français : « le terrier » en raison de sa pugnacité sur le terrain. La rue Bertus Bulstraat, située dans le quartier de De Veranda à IJsselmonde à Rotterdam, a été baptisée en son honneur.

## Clubs
- 1916–1917 :  Transvalia
- 1917–1930 :  Feijenoord

## Sélections
| 0   | Date             | Lieu                | Compétition          | Résultat | Adversaire     |
| --- | ---------------- | ------------------- | -------------------- | -------- | -------------- |
| 1er | 25 novembre 1923 | Amsterdam, Pays-Bas | Match amical         | V 4-1    | Suisse         |
| 2e  | 2 novembre 1924  | Amsterdam, Pays-Bas | Match amical         | V 2-1    | Afrique du Sud |
| 3e  | 15 mars 1925     | Anvers, Belgique    | Coupe Van den Abeele | V 1-0    | Belgique       |
| 4e  | 29 mars 1925     | Amsterdam, Pays-Bas | Match amical         | V 2-1    | Allemagne      |
| 5e  | 19 avril 1925    | Zurich, Suisse      | Match amical         | D 4-1    | Suisse         |
| 6e  | 14 mars 1926     | Anvers, Belgique    | Coupe Van den Abeele | N 1-1    | Belgique       |